# 坪井直
坪井 直（つぼい すなお、1925年〈大正14年〉5月5日 - 2021年〈令和3年〉10月24日）は、日本原水爆被害者団体協議会代表委員。広島県原爆被害者団体協議会理事長。広島市名誉市民。元中学校教諭。

## 人物
1925年、広島県音戸町（呉市）生まれ。

松重美人が撮影した、被爆直後の御幸橋の写真に坪井が写っている

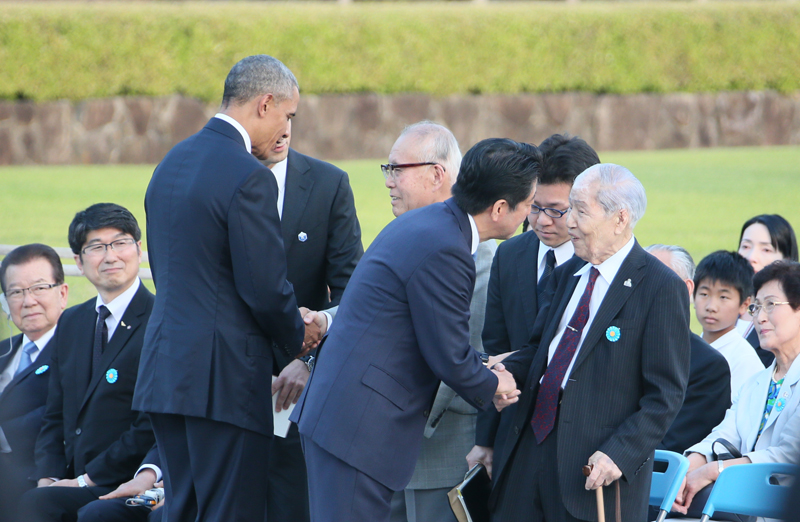
2016年、内閣総理大臣の安倍晋三と握手する坪井（右の杖を持った人物）

広島市に原爆が投下された1945年8月6日、広島工専（現在の広島大学工学部）への通学途中、爆心地から1.5kmの地点で直接被爆し、顔や両腕に大やけどを負いながら生き延びた（原爆投下から3時間後、中国新聞カメラマン松重美人が御幸橋西詰めの欄干付近を撮影した写真に、救援を待ちながら坐っている坪井の姿が写っている）。NHKスペシャル『きのこ雲の下で何が起きていたのか』（2015年8月6日放送）でその時の様子を語っている。
1986年に広島市立城南中学校を最後に教員（第4代校長）を定年退職。歌手の西城秀樹は坪井が広島市立二葉中学校で数学教師だった時の教え子。その後、数々の非核運動に参加。
2000年から日本原水爆被害者団体協議会（日本被団協）代表委員。2004年から広島県原爆被害者団体協議会（広島県被団協）理事長。 2011年、第23回谷本清平和賞を受賞。
2016年5月27日、広島市を訪問した安倍総理・オバマ大統領と、広島平和記念公園にて握手し言葉を交わした（バラク・オバマの広島訪問）。
2018年4月5日、広島市から名誉市民の称号を贈られた。
2019年1月、坪井の高齢により理事長代行の役職が新設され、箕牧智之副理事長が就任。
2021年10月24日、貧血による不整脈のため広島市内の病院で死去。96歳没。10月27日、岸田文雄首相が哀悼の意を示した。12月22日、広島平和記念資料館メモリアルホール（広島市中区）で広島県被団協主催による「お別れ会」が開かれた。広島県被団協理事長 箕牧智之と日本原水爆被害者団体協議会事務局長 木戸季市があいさつを行った。広島県知事 湯崎英彦や広島市長 松井一実など約400人が参列し、坪井の遺影に花を手向けた。岸田文雄首相は「残された我々は、坪井さんの思いを胸に刻み、いつの日か良い報告ができるように全力で前へ進んで参ります」との弔電を寄せた。
2022年7月29日、広島市原爆死没者名簿に、被爆者で元広島市職員女性が、坪井直の氏名、死亡年月日、死亡時の年齢を書き込み記帳された。

## 出演

### テレビ
- 100年インタビュー「坪井直」（2007年8月2日、NHK BSHi）[27]
- WATCH〜真相に迫る〜『あきらめない〜被爆者・坪井直90歳』（2015年3月28日、広島テレビ）
- NHKスペシャル『きのこ雲の下で何が起きていたのか』（2015年8月6日、NHK総合）
- NEXT 未来のために『オバマと会った被爆者』（2016年8月20日、NHK総合）
- ドキュメント広島『ピカドン先生、生きる』（2019年5月26日25:01-25:31、広島ホームテレビ）30分
  - ドキュメント広島『ピカドン先生、令和も生きる』（2019年12月30日あさ6:00-7:00、広島ホームテレビ）60分
- クローズアップ現代+『被爆者・坪井直さん 未来に遺したメッセージ』（2021年11月11日、NHK総合）
- WATCH〜真相に迫る〜『あきらめない 〜坪井直 96年の生涯〜』（2021年11月27日、広島テレビ）